# ترولی (قنادی)
ترولی (انگلیسی: Trolli) یک تولیدکننده محصولات قنادی آلمانی است. بازوی آمریکایی آن در سال ۱۹۹۶ فروخته شد و به یک برند تولیدکننده محصولات قنادی که توسط شرکت آبنبات فرارا استفاده می‌شود، تبدیل شد. ترولی در بیش از ۸۰ کشور پاستیل، پفنبات و آدامس شیرین‌بیان نرم می‌فروشد و کارخانه‌هایی در آلمان، اسپانیا، اندونزی، ایالات متحده آمریکا، چین و جمهوری چک دارد.